# Букри
Букри (на македонска литературна норма: Букри) е бивше село в община Битоля на Северна Македония.

## География
Селото се намирало в областта Пелагония, югоизточно от Битоля, на река Черна (Църна) между Долно Егри и Брод.

## История
На Висок рид край Букри е открито селище от енеолита и бронзовота епоха. Смята се, че това е Линк, родният град на Филип II Македонски. В местността Прогон и на Букришкия вис има некрополи от желязната епоха.
В XIX век Букри е село в Битолска кааза на Османската империя. Според статистиката на Васил Кънчов („Македония. Етнография и статистика“) от 1900 година Букри има 75 жители, всички българи християни.
На Етнографската карта на Битолския вилает на Картографския институт в София от 1901 година Букри е чисто българско село в Битолската каза на Битолския санджак с 11 къщи.
Цялото население на селото е под върховенството на Цариградската патриаршия. По данни на секретаря на Българската екзархия Димитър Мишев („La Macédoine et sa Population Chrétienne“) в 1905 година в Букри (Boukri) има 88 българи патриаршисти гъркомани.
Селото е изселено и е превърнато в два язовира на река Черна – Букри I и Букри II. Землището е присъединено към това на Кременица.

## Личности
Починали в Букри
- Ангел Николов Бунарджиев, български военен деец, капитан, загинал през Първата световна война[5]
- Васил Христов Мичковски, български военен деец, подпоручик, загинал през Първата световна война[6]
- Иван Балев Юрданов, български военен деец, подпоручик, загинал през Първата световна война[7]
- Иван Донев Недялков, български военен деец, подпоручик, загинал през Първата световна война[8]
- Петко Георгиев Заяков, български военен деец, подпоручик, загинал през Първата световна война[9]
- Тоню Тилев Тонев, български военен деец, поручик, загинал през Първата световна война[10]
- Яко Бехар Майров, български военен деец, младши подофицер, загинал през Първата световна война[11]